# Cebrio pubicornis
Cebrio pubicornis is een keversoort uit de familie Cebrionidae. De wetenschappelijke naam van de soort is voor het eerst geldig gepubliceerd in 1869 door Fairmaire.